# محمود حمود
محمود حمود (عربی: محمود حسن حمود؛ ۳ ژوئیهٔ ۱۹۶۴ – ۴ دسامبر ۲۰۲۱) بازیکن و مربی فوتبال اهل لبنان بود.
از باشگاه‌هایی که در آن بازی کرده‌است می‌توان به باشگاه ورزشی الخور و باشگاه ورزشی النجمه لبنان اشاره کرد.
وی همچنین در تیم‌های ملی فوتبال زیر ۲۳ سال لبنان و لبنان بازی کرده‌است.